# Icilio Federico Joni
Icilio Federico Joni (Siena, 1866 – 1946) è stato un pittore e falsario italiano, specializzatosi come contraffattore di dipinti antichi (soprattutto di scuola senese) e caposcuola dei "falsari" della stessa città. Fu noto anche col nomignolo di PAICAP.

## Biografia
Fu abbandonato, dopo la nascita, alla ruota dei gettatelli presso l'Ospedale di Santa Maria alla Scala a Siena.
Egli stesso scrive nel suo libro "Le memorie di un pittore di quadri antichi" che era figlio di Federico Penna di Sassari, furiere maggiore nel 53º reggimento di fanteria, che si suicidò il 3 settembre 1865 all'età di 26 anni, e di Giulia Casini che era rimasta incinta. La famiglia per evitare lo scandalo decise di abbandonarlo o, per usare le parole dello stesso Joni: "per quanto la famiglia fosse gente di cuore, fui messo ai bastardi", cioè, com'era usanza per i figli indesiderati o che non si potevano mantenere, venivano abbandonati nella cosiddetta "Ruota dei Gettatelli" presso lo Spedale di Santa Maria della Scala in Piazza del Duomo, in maniera del tutto anonima. Trascorsi 18 mesi il bambino fu riportato in famiglia e fu aggiunto il nome di Federico.
Ancora ragazzetto prese a frequentare la bottega di un doratore dove apprese quelle tecniche che utilizzerà in seguito nella sua professione di "pittore di quadri antichi". Il doratore, Angelo Franci, viste le capacità di Joni, gli consigliò di frequentare, sia pure saltuariamente, l'Istituto d'arte.
La riscoperta dei pittori primitivi italiani del Tre-Quattrocento e il conseguente sviluppo di un cospicuo mercato antiquario internazionale sono all'origine del fenomeno della produzione di "quadri antichi". Fra i centri italiani che tra diciannovesimo e ventesimo secolo si dedicarono alla realizzazione di oggetti d'arte "antica", Siena ebbe un ruolo importante. Le falsificazioni, destinate a una larga clientela di facoltosi collezionisti stranieri, soprattutto americani, ebbero talvolta esiti qualitativi tali da farle considerare oggi autentiche opere d'arte.
Il dominatore della "scuola dei falsari" fu appunto Joni, un "bastardo", come si definivano a Siena i trovatelli dell'ospedale di Santa Maria della Scala e che divenne notissimo per le sue Madonne, riproduzioni di quelle dell'antica scuola senese. Questi, in vecchiaia, raccolse e pubblicò la propria autobiografia, Le memorie di un pittore di quadri antichi (1932) che ebbe una immediata traduzione in inglese e che contribuì ad accrescere i sospetti che dietro ogni tavola proveniente da Siena e circolante in quegli anni sul mercato antiquario si nascondesse in realtà il lavoro dell'ormai celebre Joni. Il suo nome divenne il ricettacolo attributivo di ogni antica tavola a tempera su fondo oro sospetta e finì per diventare sinonimo di falso. Così, spesso indebitamente, finirono per essergli attribuiti decine di dubbi "fondi oro" apocrifi.
In una lettera datata 1945, un anno prima della sua morte, Joni descrisse le tecniche indispensabili per poter invecchiare un dipinto, basandosi sul manuale di Giovanni Secco Suardo.
Intorno a Federico Joni si formarono e gravitarono numerosi restauratori e "pittori di quadri antichi": da Igino Gottardi a Gino Nelli, da Arturo Rinaldi detto "Pinturicchio" a Bruno Marzi a Umberto Giunti. Va ricordato inoltre il pregevole lavoro di intaglio, restauro e corniciaio di Ferruccio Vannoni.
È sepolto nel Cimitero del Laterino a Siena.

## La produzione
La produzione di Joni andava dalle copertine di libro, rielaborazioni personali delle antiche Biccherne del Comune di Siena, ai trittici realizzati tra fine '800 e inizio '900, poi venduti in Europa e negli Stati Uniti. Al periodo 1910-1915 appartiene una delle sue tavole più importanti, la Madonna con il Bambino, santa Maria Maddalena e san Sebastiano (da Neroccio di Bartolomeo de' Landi), mentre sono dei due decenni successivi le opere che ricalcano lo stile dei maggiori pittori, senesi e non, del '300 e del '400: Duccio di Buoninsegna, Pietro Lorenzetti, Sano di Pietro, Francesco di Giorgio Martini, il Beato Angelico e un pittore prossimo a Giovanni Bellini.
Tra le opere:
- Polittico di Agnano, da Cecco di Pietro, Pisa, palazzo Giuli Rosselmini Gualandi
- Madonna con Bambino, Santa Maria Maddalena e San Sebastiano, da Neroccio di Bartolomeo de' Landi
- Madonna con Bambino, da Pietro Lorenzetti
- Madonna con il Bambino, san Girolamo e san Bernardino, da Neroccio di Bartolomeo de' Landi
- La lapidazione dei santi Cosma e Damiano da Sano di Pietro
- Madonna con il Bambino - stile prossimo a Duccio di Buoninsegna (Ugolino di Nerio)
- Cristo in pietà fra i dolenti - stile prossimo ad Andrea Mantegna (da Giovanni Bellini).

L'acronimo con cui si firmava, PAICAP, è emblematico della sua attività: significava infatti Per Andare In Culo Al Prossimo.